# Jan Krauze
Jan Konrad Eligard Krauze (ur. 11 września 1881 w Rakowiczach (woj. wileńskie), zm. 10 listopada 1969 w Krakowie) – polski profesor maszynoznawstwa, rektor AGH w latach 1924–1926.

## Życiorys
Syn Michała Piotra Jana Konrada Eligarda Kelles-Krauze (1856–1928) i Weroniki z Makarewiczów (1959–1903). Miał pięcioro rodzeństwa: Michała, Bohdana, Adama, Zofię i Annę. Ukończył gimnazjum w Kijowie. Studiował na Uniwersytecie Św. Włodzimierza w Kijowie oraz na Politechnice Kijowskiej i Politechnice Lwowskiej.
Pracę jako naukowiec rozpoczął we Lwowie. W 1920 otrzymał nominację na profesora Maszynoznawstwa Ogólnego w Akademii Górniczej w Krakowie. W latach 1923–1924 oraz 1926–1927 został wybrany prorektorem, w latach 1924–1926 rektorem Akademii, w latach 1927–1930 był Dziekanem Wydziału Górniczego. Na AGH zreorganizował studia. Jako pierwszy w Polsce wprowadził zasadę, że studenci łamiący regulamin studiów musieli składać prośbę o zezwolenie na dalsze studia.
W latach 1946–1950 był dziekanem Wydziału Elektromechanicznego.
Zmarł w Krakowie, pochowany na cmentarzu Rakowickim (kwatera XXIIA-zach-8).

## Życie prywatne
Miał tytuł barona. Od 20 grudnia 1920 był mężem dr med. Marii z Kowalczyków Krivanyi Krivan.

## Ordery i odznaczenia
- Krzyż Komandorski Orderu Odrodzenia Polski (11 listopada 1937)[3]
- Złoty Krzyż Zasługi
- Medal Zwycięstwa i Wolności 1945
- Medal Dziesięciolecia Odzyskanej Niepodległości
- Medal 10-lecia Polski Ludowej (15 stycznia 1955)[4]
- Srebrny Medal za Długoletnią Służbę
- Brązowy Medal za Długoletnią Służbę

## Upamiętnienie
Na parterze pawilonu B-2, jednej z siedzib Wydziału Inżynierii Materiałowej i Robotyki, znajduje się tablica pamiątkowa dedykowana profesorowi Janowi Krauzemu.